# Михалец, Любомир Станиславович
Любомир Станиславович Михалец (род. 15 августа 1974, Хмельницкий) — украинский шахматист, гроссмейстер (2000).
Победил на чемпионате Украины в 1998 году в Алуште.
В составе клуба «JKSz MCKiS Jaworzno» участник 59-го командного чемпионата Польши (2003) в г. Любневице (играл на 1-й доске).
В составе клуба «Сокол Вышеград» участник 4-х командных чемпионатов Чехии (2001—2004). Выиграл 2 командные медали — серебряную (2002) и бронзовую (2003).
По состоянию на август 2021 года занимал 127-ю позицию в рейтинг-листе активных украинских шахматистов и 268-е место среди всех шахматистов Украины.
| Графики недоступны из-за технических проблем. См. информацию на Фабрикаторе и на mediawiki.org. |